# Кресьє (Невшатель)
Кресьє (фр. Cressier NE) — громада в Швейцарії в кантоні Невшатель.

## Географія
Громада розташована на відстані близько 34 км на захід від Берна, 11 км на північний схід від Невшателя.
Кресьє має площу 8,6 км², з яких на 15,9 % дозволяється будівництво (житлове та будівництво доріг), 27,8 % використовуються в сільськогосподарських цілях, 54,4 % зайнято лісами, 2 % не є продуктивними (річки, льодовики або гори).

## Демографія
2019 року в громаді мешкало 1898 осіб (-0,2 % порівняно з 2010 роком), іноземців було 26,4 %. Густота населення становила 221 осіб/км².
За віковим діапазоном населення розподілялося таким чином: 21,1 % — особи молодші 20 років, 61,7 % — особи у віці 20—64 років, 17,2 % — особи у віці 65 років та старші. Було 800 помешкань (у середньому 2,3 особи в помешканні).
Із загальної кількості 1150 працюючих 38 було зайнятих в первинному секторі, 771 — в обробній промисловості, 341 — в галузі послуг.